# Nils Magnusson (Röde)
Nils Magnusson (Röde), född på 1300-talet, död på 1400-talet, var en svensk riddare och häradshövding.

## Biografi
Nils Magnusson (Röde) var väpnare och blev senare riddare. Han var från 1393 till 1419 häradshövding i Lysings härad.